# Karsten Brensing

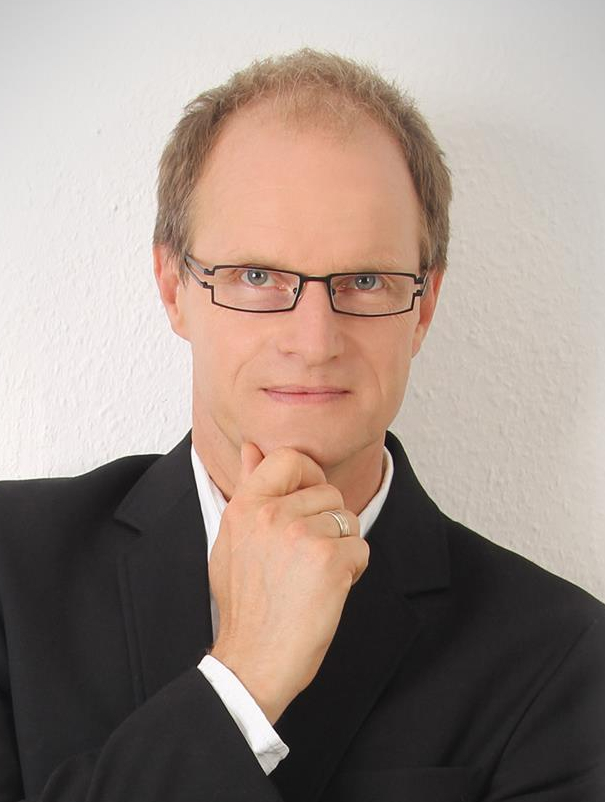
Karsten Brensing, 2017

Karsten Brensing (* 18. Januar 1967 in Erfurt) ist ein deutscher Meeresbiologe, Verhaltensforscher und Autor.

## Leben

### Ausbildung
Karsten Brensing besuchte von 1974 bis 1984 die POS 27 in Erfurt, anschließend erfolgte eine Ausbildung zum Elektriker beim VEB Funkwerk Erfurt. 1987 legte er an der Volkshochschule Erfurt sein Abitur ab. Im Juni 1989 verließ er illegal die damalige DDR.
Von 1989 bis 1996 studierte Brensing Biologie (Grundstudium 1989 bis 1991 an der Georg-August-Universität Göttingen; Hauptstudium 1991 bis 1996 an der Christian-Albrechts-Universität Kiel) mit dem Abschluss Diplombiologe (Hauptfach: Biologische Meereskunde).
Von 1997 bis 2004 war er Lehrbeauftragter an der Freien Universität Berlin, wo er 2004 bei Dietmar Todt im Fachbereich Biologie/Neurobiologie in Verhaltensbiologie über das Verhalten von Großen Tümmlern in Swim-With-Dolpins-Programmen (Delfine in Schwimmprogrammen und Delfintherapie) promovierte. Seine Untersuchungen zu Stress bei Delfinen hatte er während des Jahres 1998 bei Dolphins Plus in Key Largo, Florida, und in den Jahren 2000 bis 2003 bei Besuchen des Dolphin Reef in Israel durchgeführt.
Bereits als 17-Jähriger hatte Brensing 1984 eine Tauchausbildung am Senftenberger See mit der Tauchsportprüfung B abgeschlossen. Darauf folgten 1988 eine Tauchlehrerausbildung in Greifswald, 1992 als Weiterbildung ein Brevet als Berufstaucher in Kiel, 1999 eine Lizenz zum Tauchen mit Kreislaufgeräten und schließlich 2007 der Divemaster in Berlin. Parallel dazu machte er 1989 den Sportbootführerschein (Motorboot Binnen und See) in Hamburg und 1992 den Segelschein des Deutschen Segler-Verbandes. 

### Berufliche Karriere

#### Forschungstaucher
Von 1992 bis 1996 war Karsten Brensing während seines Studiums als Forschungstaucher an der Christian-Albrechts-Universität Kiel tätig.

#### Sachverständiger und Berater
Von 2002 bis 2005 arbeitete Brensing als Consultant für den Cornelsen Verlag. Als Consultant für die Whale and Dolphin Conservation (WDC) erstellte er eine Expertise für ACCOBAMS, das Übereinkommen zum Schutz der Wale des Schwarzen Meeres, des Mittelmeeres und der angrenzenden Atlantischen Zonen. Ab 2005 arbeitete er zuerst als Conservation Manager und später bis 2014 als wissenschaftlicher Leiter des Deutschlandbüros der WDC.
Für das Bundesamt für Naturschutz (BfN) führte er 2009 die Auftragsarbeit Lärmkartierung „Nationale Umsetzung der Meeresstrategierahmenrichtlinie“, FKZ 3509 82 0500, durch. 2010 erledigte er eine Auftragsarbeit für das Umweltbundesamt (UBA), die Machbarkeitsstudie Lärmkartierung der Deutschen See (FKZ 363 01 234).
2010 war Brensing zusammen mit 14 weiteren Wissenschaftlern Mitglied der deutschen Delegation der ICES Working Group on Marine Mammal Ecology, bei deren Bericht es auch um die Lärmverschmutzung beziehungsweise Lärmreduzierung der Meere geht.
Von 2010 bis 2016 war Brensing Mitglied der Arbeitsgruppe der Europäischen Kommission TSG11, die sich mit den technischen Möglichkeiten und gesetzlichen Regelungen zur Lärmreduzierung im Meer beschäftigte.
Brensing arbeitet auch als Berater für Film und Fernsehen. 2009 war er wissenschaftlicher Berater für den Film Das Geheimnis der Wale in Südafrika, und seit 2019 ist er Berater der ARD-Degeto-Reihe „MariTeam – Im Einsatz für die Meere“.
Für den für den Deutschen Filmpreis nominierten Dokumentarfilm „The Whale and the Raven“ von Mirjam Leuze war er Filmpate.

#### Autor
Wie Tiere denken und fühlen wurde 2019 als Wissensbuch des Jahres ausgezeichnet und erhielt den Umweltpreis der Kinder- und Jugendliteratur 2019. Wie Tiere sprechen – und wie wir sie besser verstehen erhielt den EMYS-Sachbuchpreis im Januar 2021. 2019 war er Schirmherr der Ansbacher Kinderbuch-Woche.

### Privates
Karsten Brensing ist mit der Wissenschaftsjournalistin Katrin Linke verheiratet. Ihre Flucht aus der DDR 1989 erzählen sie in ihrem Buch Eine Liebe ohne Grenzen. Das Paar hat zwei Söhne und befindet sich seit 2022 auf einer Weltreise mit dem Segelboot. Der Schauspieler Walter Amtrup war Karsten Brensings Großvater.

## Schriften

### Sachbücher
- Persönlichkeitsrechte für Tiere. Die nächste Stufe der moralischen Evolution (= Herder-Spektrum. 6822). Herder, Freiburg (Breisgau) u. a. 2015, ISBN 978-3-451-06822-5.
- Das Mysterium der Tiere. Was sie denken, was sie fühlen. Aufbau, Berlin 2017, ISBN 978-3-351-03682-9.
- Die Sprache der Tiere. Wie wir einander besser verstehen. Aufbau, Berlin 2018, ISBN 978-3-351-03729-1.
- Wie Tiere denken und fühlen. Loewe Verlag GmbH, Bindlach 2019, ISBN 978-3-7432-0304-4.
- Wie Tiere sprechen. Loewe Verlag GmbH, Bindlach 2020, ISBN 3-7432-0547-5.
- Die spannende Geschichte der Viren und Bakterien (zusammen mit K. Linke). Loewe Verlag GmbH, Bindlach 2021, ISBN 978-3-7432-0974-9.[17]
- Die Magie der Gemeinschaft: Was uns mit Tieren und künstlichen Intelligenzen verbindet. Berlin Verlag, Berlin 2024, ISBN 3-8270-1459-X

### Beiträge
- Brehms Tierleben. Die Gefühle der Tiere (Teil 1 Vorwort von Karsten Brensing; Teil 2 Originaltexte von Alfred Brehm) Duden, Berlin 2018 ISBN 3-411-71782-3
- Mensch-Tier-Kommunikation: Delfine und Wale. In: Michael Schetsche (Hrsg.): Interspezies-Kommunikation. Voraussetzungen und Grenzen (= PeriLog. Freiburger Beiträge zur Kultur- und Sozialforschung. 7). Logos, Berlin 2014, ISBN 978-3-8325-3830-9, S. 64–84.
- Tödliches Hämmern – Die Gefahren der Windkraft zur See für die Meeresfauna. In: Georg Etscheit (Hrsg.): Geopferte Landschaften. Wie die Energiewende unsere Umwelt zerstört. Heyne, München 2016, ISBN 978-3-453-20127-9, S. 187–205.
- Eine Liebe ohne Grenzen. Unsere Flucht aus der DDR. K. Linke und K. Brensing, Bastei Lübbe, Köln 2019, ISBN 978-3-7857-2648-8.
- Haben Tiere Rechte? – Aspekte und Dimensionen der Mensch-Tier-Beziehung. SCHRIFTENREIHE (BD. 10450) der Bundeszentrale für politische Bildung, Hrsg.: Elke Diehl und Jens Tuider, Bonn 2019, Seite 336 – 352, ISBN 978-3-7425-0450-0